# Ctenopelma albipes
Ctenopelma albipes är en stekelart som beskrevs av Barron 1981. Ctenopelma albipes ingår i släktet Ctenopelma och familjen brokparasitsteklar. Inga underarter finns listade i Catalogue of Life.